# EQL & Afcepf
 (juillet 2022).
Si vous disposez d'ouvrages ou d'articles de référence ou si vous connaissez des sites web de qualité traitant du thème abordé ici, merci de compléter l'article en donnant les références utiles à sa vérifiabilité et en les liant à la section « Notes et références ».
 (juillet 2022).
EQL et AFCEPF sont respectivement un organisme français de formation professionnelle (EQL) et un établissement d’enseignement supérieur (AFCEPF) délivrant des diplômes d’État inscrits au RNCP. Spécialisée dans le domaine informatique études et développement et la reconversion professionnelle, elle dispense deux formations de niveau Bac+4 à Bac+5.

## Historique
L'EQL a été créée en 2012 par le groupe Henix dans le but de répondre aux besoins en recrutement des entreprises du secteur de l'informatique et de permettre d'accompagner des demandeurs d'emploi dans leur projet de reconversion professionnelle. Depuis l'offre s'est développée et l'EQL accompagne les salariés et les individuels sur des formations courtes en spécialisation et pour le passage de certifications professionnelles.
L'Afcepf (Association française de conseil et d'éducation professionnelle) a été créée en 1984 avec l'appui de l'École Polytechnique Féminine. À l’origine, l’appellation de l’organisme était l’Association de Formation Continue de l’École Polytechnique Féminine.

## Domaine des formations
L'école a une expertise[réf. nécessaire] dans tous les métiers informatiques Études et Développement :
- Audit, urbanisation des SI, gestion des projets, assistance à maîtrise d'ouvrage
- Développement et architecture en environnement avec les technologies associées : Java, C#, Ejb3, Jpa,  Struts, Hibernate, Spring, Jsf, RIA :  SEAM, GWT, Ajax, Jquery, Soa : Bpel, WebServices, UML, Patterns, MDA,SCRUM

## Titres délivrés
- Titre RNCP niveau 7« Consultant en Assistance à Maîtrise d'Ouvrage informatique »
- Titre RNCP niveau 6 "Concepteur Développeur d'Applications"